# Pays du Grand Bergeracois
Le Pays du Grand Bergeracois est un ancien pays situé dans le département de la Dordogne, en région Nouvelle-Aquitaine. Il a été formé en vertu de la loi Pasqua qui fait du pays un véritable territoire de projet, fondé sur une volonté locale.

## Localisation
Le Pays du Grand Bergeracois est situé dans la partie sud-ouest du département de la Dordogne à la limite des départements de la Gironde et de Lot-et-Garonne. Il correspond approximativement aux limites de l'appellation Périgord pourpre.

## Description
- Date de reconnaissance : 2001
- Nombre d'habitants : 106 949 (en 2010)[1]
- Villes principales : Bergerac, Prigonrieux, Eymet, Lalinde, Le Buisson-de-Cadouin, Lamonzie-Saint-Martin, Saint-Antoine-de-Breuilh, La Force

## Communautés de communes et communes membres
Le Pays du Grand Bergeracois regroupait sept intercommunalités de 2014 à 2016 :
- communauté d'agglomération bergeracoise ;
- communauté de communes des Bastides Dordogne-Périgord ;
- communauté de communes des Coteaux de Sigoulès ;
- communauté de communes Montaigne Montravel et Gurson ;
- communauté de communes des Portes sud Périgord ;
- communauté de communes du Pays de Villamblard ;
- communauté de communes du Terroir de la truffe.

En 2017, il n'y en a plus que quatre, soit 131 communes :
- communauté d'agglomération bergeracoise ;
- communauté de communes des Bastides Dordogne-Périgord ;
- communauté de communes Montaigne Montravel et Gurson ;
- communauté de communes des Portes sud Périgord.

Cependant, les communes de deux anciennes intercommunalités en font également partie, soit comme adhérentes (communauté de communes du Pays de Villamblard), soit en tant que partenaires (communauté de communes du Terroir de la truffe). Au total, ce sont 148 communes adhérentes au pays, auxquelles s'ajoutent en partenariat cinq autres communes ainsi que les communes déléguées de Sainte-Alvère et Saint-Laurent-des-Bâtons.
Le nom donné à ce pays peut induire en erreur en laissant penser qu'il regroupe les communes des anciennes provinces historiques et culturelles. Si cela est vrai pour une majorité des communes, la délimitation ne tient pas compte des limites historiques. Il s'agit en fait d'une délimitation administrative.
Hormis deux communes qui ne faisaient pas partie du Pays (Port-Sainte-Foy-et-Ponchapt et Saint-Michel-de-Montaigne), il épousait exactement les contours de l'arrondissement de Bergerac et de ses quatorze cantons en 2014. En 2017, l'arrondissement de Bergerac est réduit et correspond aux quatre intercommunalités citées précédemment, auxquelles s'ajoutent les deux communes de Port-Sainte-Foy-et-Ponchapt et Saint-Michel-de-Montaigne.

## Dates clés
- 28 septembre 1998 : déclaration à la sous-préfecture de Bergerac des statuts de l’association Pays du Grand Bergeracois. Cette association est la structure porteuse du pays tel que défini dans la Loi no 95-115 du 4 février 1995, dans la Loi d'orientation pour l'aménagement et le développement durable du territoire (LOADDT) du 25 juin 1999, et dans le titre V de la loi no 2003-590.
- 8 mars 2001 : le préfet de région reconnaît le périmètre d’étude du Pays.
- 10 novembre 2001 : le Conseil de développement du Pays est installé.
- 20 décembre 2002 : la charte de développement durable du Pays, document-cadre fixant les axes de développement du Bergeracois pour les dix ans à venir, est validée par le conseil d’administration.
- janvier à mars 2003 : les communes et communautés de communes valident à leur tour la charte. Ces communes et communautés forment le périmètre définitif du Pays, reconnu par le préfet de région le 30 septembre 2003.
- 27 mai 2004 : validation du projet de contrat par le conseil d’administration et envoi du document aux financeurs.
- 10 décembre 2004 : signature du contrat de Pays avec l’État et la région Aquitaine.
- 7 décembre 2006 : le Pays du Grand Bergeracois est reconnu pôle d'excellence rurale par le Premier ministre.
- 21 avril 2008 : le programme européen Leader 2008-2013 est accordé, autour de la stratégie d’accueil de populations et d’activités.
- 28 mai 2008 : renouvellement du conseil d'administration.
- 18 septembre 2009 : le projet de contrat de Pays 2009-2011 avec la région est validé à Saint-Félix-de-Villadeix.
- 7 juillet 2010 : le Pays du Grand Bergeracois est à nouveau reconnu pôle d'excellence rurale par l'État.
- 1er juillet 2018 : bien que dissous, les quatre intercommunalités membres ont signé une convention au sein de la « Délégation Générale du Grand Bergeracois » pour continuer le travail entrepris[6].

## Fonctionnement
De façon à assurer le fonctionnement de ce pays, l’association Pays du Grand Bergeracois a été créée à cet effet.

## Compléments